# Cancer (czasopismo)
Cancer – recenzowane czasopismo naukowe publikujące prace z dziedziny onkologii. Powstało w 1948 roku i jest czasopismem American Cancer Society.
Impact factor periodyku za rok 2015 wyniósł 5,649, dając mu 26. miejsce na 213 czasopism onkologicznych. Na polskiej liście czasopism punktowanych przez Ministerstwo Nauki i Szkolnictwa Wyższego z 2015 roku „Cancer” przyznano 40 punktów.
SCImago Journal Rank czasopisma za 2015 rok wyniósł 3,188, plasując je na:
- 17. miejscu na 198 periodyków w kategorii „badania nad nowotworami”,
- 18. miejscu wśród 322 czasopism w kategorii „onkologia”.